# Chaetodon dolosus
Chaetodon dolosus е вид бодлоперка от семейство Chaetodontidae. Видът не е застрашен от изчезване.

## Разпространение и местообитание
Разпространен е в Кения, Мавриций, Майот, Мозамбик, Реюнион, Сомалия, Танзания, Френски южни и антарктически територии (Нормандски острови) и Южна Африка.
Обитава океани, морета и рифове. Среща се на дълбочина от 22 до 100 m, при температура на водата от 24,1 до 24,8 °C и соленост 35,1 – 35,2 ‰.

## Описание
На дължина достигат до 15 cm.
Популацията на вида е стабилна.